# Ádám Nagy
Ádám Nagy, född 17 juni 1995 i Budapest, är en ungersk fotbollsspelare som spelar för Bristol City. Han representerar även Ungerns fotbollslandslag.